# A nyomatgyűjtő
A Nyomatgyűjtő Edgar Degas festménye, amely a New York-i Metropolitan Művészeti Múzeum gyűjteményének része.
Degas 1866-ban festette a képet. Az alkotó az 1860-as és 1870-es években számos olyan képet készített, amelyen munkájuk, elfoglaltságuk közepette, a karakterükről árulkodó tárgyakkal körülvéve ábrázol embereket. A Nyomatgyűjtő régimódi alakja olcsó, divatjamúlt nyomatok, a virágfestő, Pierre-Joseph Redouté színezett litográfiái, valamint az ázsiai művészetet megszemélyesítő tárgyak, egy divatos, a Tang-dinasztia idejéből származó lószobor és a faliújságra tűzött japán szövetminták között ül. A kép a Havemeyer-gyűjteményből került a Metropolitan Művészeti Múzeumba.